# Lasiurus insularis
Lasiurus insularis és una espècie de ratpenat de la família dels vespertiliònids. És endèmic de Cuba. El seu hàbitat natural són els palmerars. Es tracta d'un animal insectívor. Es desconeix si hi ha cap amenaça significativa per a la supervivència d'aquesta espècie.